# Simon Eriksson (fotbollsspelare)
Simon Eriksson, född 24 april 2006 i Sverige, är en svensk fotbollsmålvakt som spelar för IF Elfsborg i Allsvenskan. Han har tidigare spelat för Dalkurd FF och FC Stockholm. För detaljerad statistik klubbvis, år för år se underrubriken ”statistik”

## Karriär

### Sunnersta AIF
Erikssons moderklubb är Sunnersta AIF.

### Dalkurd FF
I november 2019 gick Eriksson över till Dalkurd FFs akademi.  2022 kom Eriksson och hans Dalkurd B17 på andraplats i Gothia Cup. Kort därefter, den 21 november, blev han uppflyttad  till Dalkurds A-lag. Eriksson gjorde ett fåtal träningsmatcher för Dalkurd under försäsongen 2023.  Tävlingsdebuten kom den 4 mars 2023 mot Oskarshamns AIK i Svenska cupen.

### FC Stockholm
Eriksson blev presenterad för stockholmsklubben FC Stockholm den 14 februari 2024. Till en början var Eriksson andramålvakt bakom Gustav Nyberg. Efter ett tag tog den unge Eriksson över förstaplatsen och spelade till slut hela 26 tävlingsmatcher i FC Stockholms tröjan.

### IF Elfsborg
Eriksson blev presenterad av IF Elfsborg den 21 augusti 2024. Han lånades omgående tillbaka till FC Stockholm för att spela klart säsongen där.  Tävlingsdebuten för Elfsborg kom den 5 maj 2025 i en 2–0-seger mot GAIS. Detta efter att Isak Pettersson utgått skadad i föregående omgång.

## Landslag
Eriksson har ännu inte spelat några matcher för det svenska landslaget. Han har däremot blivit kallad till flera läger för de svenska ungdomslandslagen.

## Statistik
| Säsong    | Klubb        | Serie               | Matcher | Mål |
| --------- | ------------ | ------------------- | ------- | --- |
| 2022–2024 | Dalkurd FF   | Ettan/Svenska cupen | 2       | 0   |
| 2024      | FC Stockholm | Ettan               | 26      | 0   |
| 2024–     | IF Elfsborg  | Allsvenskan         | 14      | 0   |

Endast ligamatcher. Uppdaterad 20 augusti 2025.